# Francis Nhema
Francis Nhema (né le 17 avril 1959) est un politicien et ministre de l'Environnement et du Tourisme zimbabwéen. Il est député du district de Shurugwi, et fils d'un chef local.
Il fut éduqué à l'Université de Strathclyde en Écosse.
Il a bénéficié de la saisie de terres de fermiers blancs, reprenant une ferme de 10 km², Nyamanda, dans le district de Karoi à environ 200 km au nord de Harare, qui appartenait au fermier Chris Shepherd.
Pendant son office de ministre de l'environnement, les parcs nationaux ont beaucoup souffert de braconnage,.
Il a été élu chef de la Commission du développement durable des Nations unies le 11 mai 2007.